# エッセンシャルクオリティ
エッセンシャルクオリティ(英:Essential Quality)は、アメリカ合衆国で生産、調教されていた競走馬である。2020年のエクリプス賞最優秀2歳牡馬、2021年のエクリプス賞最優秀3歳牡馬に選出された。
主な勝ち鞍は2020年ブリーダーズフューチュリティステークス、ブリーダーズカップ・ジュヴェナイル、2021年ベルモントステークス、ブルーグラスステークス、ジムダンディステークス、トラヴァーズステークス。

## 戦績
2020年9月5日チャーチルダウンズ競馬場ダート6ハロンの未勝利戦デビューし直線馬群に包まれる不利を受けながら後続馬に4馬身差をつけ初勝利を収める。2戦目はG1競走初挑戦となるブリーダーズフューチュリティステークスに出走。2番手追走から3コーナー過ぎで先頭に立つと、直線でも後続を引き離してG1初制覇を飾る。11月7日のブリーダーズカップ・ジュヴェナイルでは道中中団追走から鋭く脚を伸ばすと、直線でいったん先頭に立った最低人気のホットロッドチャーリーを差し切りG1競走2連勝を果たした。翌年1月、エッセンシャルクオリティは同年のエクリプス賞最優秀2歳牡馬部門の選考において231票を獲得、2歳王者の座に輝いた。
明けて3歳になった復帰戦のG3サウスウエストステークスは折からの天候不良による延期に加え不良馬場になったが完勝、次いでG2ブルーグラスステークスも快勝して5戦5勝とした。本番であるケンタッキーダービーでは単勝オッズ3.9倍の1番人気に支持されて出走したが、スタート直後に2番人気のロックユアワールドにぶつけられ位置取りに手間取り、大きくコーナーを回ることを余儀なくされ、結果接戦の末に4着に敗れた。ところが1着のメディーナスピリットから禁止薬物が検出、失格になったため3着に繰り上がった。
その後、エッセンシャルクオリティはプリークネスステークスを回避、6月5日のベルモントステークスに照準を定めた。同年のベルモントステークスは8頭立てで行われ、エッセンシャルクオリティはプリークネスステークス勝ち馬のロンバウアーなどを差し置いて1番人気2.3倍に支持された。スタートが切られると飛び出したのはホットロッドチャーリーで、それにロックユアワールドとフランスゴデイナが追走、エッセンシャルクオリティは5番手につけていた。レース史上でも最速のペースでホットロッドチャーリーが飛ばす中、エッセンシャルクオリティは第3コーナーで同馬を外から捉えて先頭に立つと、ホットロッドチャーリーの側も負けじと食い下がり、2頭の一騎討ちのまま決勝線に飛び込み、結果エッセンシャルクオリティが1馬身1/4差で勝利を手にした。2頭から約11馬身離された3着にはロンバウアーが入っている。
ベルモントステークス後のエッセンシャルクオリティの大目標は真夏のダービーとして有名なトラヴァーズステークスであり、その前哨戦にG2ジムダンディステークスが選ばれた。5頭立ての少頭数だったがレースではひたすら外を回り続け、最終コーナーでもケンタッキーダービーの時のように大きくコーナーを回すことになったが最後は内から抜けた馬に半馬身つけて快勝した。本番のトラヴァーズステークスでは2番手追走から最後の直線で逃げ粘るミッドナイトバーボンとの競り合いをクビ差で制しG1レース4勝目をマークした。
2か月の休養後、11月6日のブリーダーズカップ・クラシックでは1番人気に推されるもニックスゴーの3着に敗れた。このレースを最後に現役を引退、2022年よりジョナベルファームで種牡馬入りする。

## 競走成績
| 出走日     | 競馬場             | 競走名                       | 格 | 距離（馬場） | 頭数 | 馬番 | 着順 | 騎手             | 斤量（lb./kg換算） | タイム    | 着差     | 勝ち馬/（2着）馬     |
| ---------- | ------------------ | ---------------------------- | -- | ------------ | ---- | ---- | ---- | ---------------- | ------------------ | --------- | -------- | -------------------- |
| 2020.09.05 | チャーチルダウンズ | メイドン競走                 |    | ダ6f（Fs）   | 11   | 4    | 1着  | S.ブリッグモハン | 119/54             | 1:09.98   | 4馬身    | （King's Mischief）  |
| 0000.10.03 | キーンランド       | ブリーダーズフューチュリティ | G1 | ダ8.5f（Fs） | 9    | 4    | 1着  | L.サエス         | 122/55.5           | 1:44.37   | 3馬身1/4 | （Keepmeinmind）     |
| 0000.11.06 | キーンランド       | BCジュヴェナイル             | G1 | ダ8.5f（Fs） | 14   | 5    | 1着  | L.サエス         | 122/55.5           | 1:42.09   | 3/4馬身  | （Hot Rod Charlie）  |
| 2021.02.27 | オークローン       | サウスウエストS              | G3 | ダ8.5f（Sl） | 7    | 1    | 1着  | L.サエス         | 124/56             | 1:45.48   | 4馬身1/4 | （Spielberg）        |
| 0000.04.03 | キーンランド       | ブルーグラスS                | G2 | ダ9f（Fs)    | 9    | 4    | 1着  | L.サエス         | 122/55.5           | 1:48.50   | クビ     | （Highly Motivated） |
| 0000.05.01 | チャーチルダウンズ | ケンタッキーダービー         | G1 | ダ10f（Fs)   | 20   | 14   | 3着  | L.サエス         | 126/57.2           | (2:01.02) | 3/4馬身  | Mandaloun            |
| 0000.06.05 | ベルモントパーク   | ベルモントS                  | G1 | ダ12f（Fs)   | 8    | 2    | 1着  | L.サエス         | 126/57.2           | 2:27.11   | 1馬身1/4 | （Hot Rod Charlie）  |
| 0000.07.31 | サラトガ           | ジムダンディS                | G2 | ダ9f（Fs)    | 5    | 5    | 1着  | L.サエス         | 124/56             | 1:49.92   | 1/2馬身  | （Keepmeinmind）     |
| 0000.08.29 | サラトガ           | トラヴァーズS                | G1 | ダ10f（Fs)   | 7    | 2    | 1着  | L.サエス         | 126/57.2           | 2:01:96   | クビ     | （Midnight Bourbon） |
| 0000.11.06 | デルマー           | BCクラシック                 | G1 | ダ10f（Fs)   | 8    | 3    | 3着  | L.サエス         | 122/55.5           | 1:59.57   | 3馬身1/2 | Knicks Go            |

- 馬場状態：Fs=Fast, Sl=Sloppy

## 血統表
父タピットは全米首位種牡馬3回の種牡馬で、祖母コントライヴの産駒にブリーダーズカップ・ジュヴェナイルフィリーズの勝ち馬フォークロアがおり、近親に日本の三冠馬コントレイルやアメリカの二冠馬スマーティージョーンズ、BCジュヴェナイルなどGI4勝を挙げたフォルテがいる。
| エッセンシャルクオリティの血統    | エッセンシャルクオリティの血統                                                                 | エッセンシャルクオリティの血統                                                                 | （血統表の出典）                                                                               | （血統表の出典） |
| 父系                              | ボールドルーラー系                                                                             | ボールドルーラー系                                                                             | ボールドルーラー系                                                                             | [ § 2 ]          |
| 父 Tapit 2001 芦毛                | 父の父Pulpit 1994 鹿毛                                                                         | A.P. Indy                                                                                      | Seattle Slew                                                                                   | Seattle Slew     |
| 父 Tapit 2001 芦毛                | 父の父Pulpit 1994 鹿毛                                                                         | A.P. Indy                                                                                      | Weekend Surprise                                                                               |                  |
| 父 Tapit 2001 芦毛                | 父の父Pulpit 1994 鹿毛                                                                         | Preach                                                                                         | Mr. Prospector                                                                                 | Mr. Prospector   |
| 父 Tapit 2001 芦毛                | 父の父Pulpit 1994 鹿毛                                                                         | Preach                                                                                         | Narrate                                                                                        |                  |
| 父 Tapit 2001 芦毛                | 父の母Tap Your Heels 1996 芦毛                                                                 | Unbridled                                                                                      | Fappiano                                                                                       | Fappiano         |
| 父 Tapit 2001 芦毛                | 父の母Tap Your Heels 1996 芦毛                                                                 | Unbridled                                                                                      | Gana Facil                                                                                     |                  |
| 父 Tapit 2001 芦毛                | 父の母Tap Your Heels 1996 芦毛                                                                 | Ruby Slippers                                                                                  | Nijinsky                                                                                       | Nijinsky         |
| 父 Tapit 2001 芦毛                | 父の母Tap Your Heels 1996 芦毛                                                                 | Ruby Slippers                                                                                  | Moon Glitter                                                                                   |                  |
| 母 Delightful Quality 2009 黒鹿毛 | 母の父Elusive Quality 1993 鹿毛                                                                | Gone West                                                                                      | Mr. Prospector                                                                                 | Mr. Prospector   |
| 母 Delightful Quality 2009 黒鹿毛 | 母の父Elusive Quality 1993 鹿毛                                                                | Gone West                                                                                      | Secrettame                                                                                     |                  |
| 母 Delightful Quality 2009 黒鹿毛 | 母の父Elusive Quality 1993 鹿毛                                                                | Touch of Greatness                                                                             | Hero's Honor                                                                                   | Hero's Honor     |
| 母 Delightful Quality 2009 黒鹿毛 | 母の父Elusive Quality 1993 鹿毛                                                                | Touch of Greatness                                                                             | Ivory Wand                                                                                     |                  |
| 母 Delightful Quality 2009 黒鹿毛 | 母の母Contrive 1998 黒鹿毛                                                                     | Storm Cat                                                                                      | Storm Bird                                                                                     | Storm Bird       |
| 母 Delightful Quality 2009 黒鹿毛 | 母の母Contrive 1998 黒鹿毛                                                                     | Storm Cat                                                                                      | Terlingua                                                                                      |                  |
| 母 Delightful Quality 2009 黒鹿毛 | 母の母Contrive 1998 黒鹿毛                                                                     | Jeano                                                                                          | Fappiano                                                                                       | Fappiano         |
| 母 Delightful Quality 2009 黒鹿毛 | 母の母Contrive 1998 黒鹿毛                                                                     | Jeano                                                                                          | *バジー                                                                                        |                  |
| 母系(F-No.)                       | (FN:1-x（1-s）)                                                                                | (FN:1-x（1-s）)                                                                                | (FN:1-x（1-s）)                                                                                | [ § 3 ]          |
| 5代内の近親交配                   | Mr. Prospector 4x4x5x5, Fappiano 4x4, Secretariat 5x5x5, Northern Dancer 5x5x5, In Reality 5x5 | Mr. Prospector 4x4x5x5, Fappiano 4x4, Secretariat 5x5x5, Northern Dancer 5x5x5, In Reality 5x5 | Mr. Prospector 4x4x5x5, Fappiano 4x4, Secretariat 5x5x5, Northern Dancer 5x5x5, In Reality 5x5 | [ § 4 ]          |
| 出典                              | 1. 2. 3. 4.                                                                                    | 1. 2. 3. 4.                                                                                    | 1. 2. 3. 4.                                                                                    | 1. 2. 3. 4.      |